# S. Swapna
S. Swapna, née le 3 juillet 1990 à Madurai, est la première femme transgenre à être nommée fonctionnaire non-publiée aux journaux officiels (non-gazetted officer) dans l'État du Tamil Nadu. Elle est également la première personne transgenre à passer l'examen de recrutement de la fonction publique pour les employés de la fonction publique de l'État du Tamil Nadu (TNPSC : Tamil Nadu Public Service Commission). S. Swapna est commissaire adjointe du département de la fiscalité commerciale au Tamil Nadu.

## Carrière et examens
S. Swapna née à Madurai à Tamil Nadu. Elle postule à l'examen de la fonction publique de Tamil Nadu en 2012, pour le groupe 4 des fonctionnaires, mais le conseil  refuse sa candidature à cause de sa transidentité. À la suite de cette décision, S. Swapna organise une manifestation devant le collecteur du district de Madurai avec Gopi Shankar Madurai le 7 octobre 2013 pour exiger une réservation et autoriser des genres alternatifs à apparaître pour les examens menés par TNPSC, UPSC, SSC et Bank Exams. Elle dépose ensuite une requête auprès du Madurai Bench de la Haute Cour de Madras pour autoriser les femmes transgenres à passer les examens du TNPSC en tant que candidates. En novembre 2013, l'appel est couronné de succès et elle est autorisée à passer l'examen en tant que candidate féminine. Elle est la première femme transgenre à passer cet examen,.
Fin 2019, S. Swapna réussit l'examen de la fonction publique du groupe 1. Durant une interview, elle explique que son but est maintenant de réussir à devenir collectrice adjointe.